# Gonomyia curvispina
Gonomyia curvispina är en tvåvingeart som beskrevs av Podenas och Gelhaus 2001. Gonomyia curvispina ingår i släktet Gonomyia och familjen småharkrankar.
Artens utbredningsområde är Mongoliet. Inga underarter finns listade i Catalogue of Life.